# Gliederung des Heeres (Bundeswehr, Neues Heer für neue Aufgaben)
Die Gliederung des Heeres der Bundeswehr in der Struktur Neues Heer für neue Aufgaben beschreibt die Truppenteile des Heeres im Zeitraum von 1997 bis 2001.

## Vorbemerkungen
Die Liste beschreibt den Aufbau des Heeres um das Jahr 1998 in der Struktur „Neues Heer für neue Aufgaben“. Der Umfang im „Neues Heer für neue Aufgaben“ betrug rund 230.000 Soldaten. Die Struktur des „Neuen Heer für neue Aufgaben“ wurde mit Masse bis zum Jahr 1997 eingenommen. Nach dem Wegfall der Korps als rein nationale Großverbände wurden die ehemals dort unterstellten Heeresflieger in der Luftmechanisierten Brigade 1 zusammengefasst. Unter dem Aspekt des erweiterten Aufgabenspektrums des Heeres  (Stichwort: Auslandseinsätze der Bundeswehr) wurde die Differenzierung in Hauptverteidigungskräfte (HVK) und Krisenreaktionskräfte (KRK) vorangetrieben. Die Krisenreaktionskräfte zählten rund 37.000 Mann und umfassten die deutschen Anteile an den Reaktionskräften der NATO, den Stab Kommando Luftbewegliche Kräfte, die Stäbe der 7. und 10. Panzerdivision, das Einsatzunterstützungskommando der Logistikbrigade 1, die Panzerbrigaden 12 und 21, die Luftmechanisierte Brigade 1, die Luftlandebrigade 31, die Jägerbrigade 37 und den deutschen Anteil an der Deutsch-Französischen Brigade. Zu den KRK-Kräften zählten zusätzlich das Kommando Spezialkräfte und weitere Unterstützungskräfte. Die HVK-Kräfte bestanden aus insgesamt 20 aktiven, teilaktiven und im Frieden nicht aktiven Brigaden. Vier aktive HVK-Brigaden (Gebirgsjägerbrigade 23, Luftlandebrigade 26, Panzergrenadierbrigade 39 und Panzerbrigade 40) waren befähigt die Krisenreaktionskräfte abzulösen und waren wie diese gegliedert. Vier aktive, wie die KRK-Brigaden gegliederten HVK-Brigaden (Panzergrenadierbrigade 1, Panzergrenadierbrigade 7, Panzerlehrbrigade 9 und Panzerbrigade 14), waren befähigt kurzfristig weitere vier im Frieden nicht aktive Brigaden (Panzergrenadierbrigade 2, Panzergrenadierbrigade 5, Panzerbrigade 8 und Panzergrenadierbrigade 32) analog gegliedert aufzustellen. Acht weitere teilaktive HVK-Brigaden (Panzerbrigade 18, Panzergrenadierbrigade 19, Panzergrenadierbrigade 30, Panzerbrigade 34, Panzerbrigade 36, Panzergrenadierbrigade 38, Panzergrenadierbrigade 41 und Panzerbrigade 42) blieben ähnlich wie in der Heeresstruktur 5 (N) gegliedert.
Das Heer ist weiterhin am I. Deutsch-Niederländischen Korps mit der 1. Panzerdivision, dem 2. (Deutsch-Amerikanischen) Korps mit der 1. Gebirgsdivision, dem Eurokorps mit der 10. Panzerdivision, dem V. Amerikanisch-Deutsche Korps mit der 5. Panzerdivision, dem ARRC (Allied Command Europe Rapid Reaction Corps) mit der 7. Panzerdivision und dem Korps LANDJUT mit der 14. Panzergrenadierdivision beteiligt und unterstellt diesen Kräfte für Übung und Einsatz. Aus dem deutsch-dänischen Korps LANDJUT wurde 1999 durch Eingliederung polnischer Heeresanteile das Multinationale Korps Nord-Ost. Das IV. Korps mit der 13. Panzergrenadierdivision blieb zunächst bestehen.

## Heeresführung
Das Heer wird geführt durch den Inspekteur des Heeres. Oberste Dienststelle ist der Führungsstab des Heeres.
- Führungsstab des Heeres, Bonn
  - Heeresführungskommando, Koblenz
    - Führungsunterstützungsbrigade 900, Rheinbach
    - Fernmelde- und Elektronische Aufklärungsbrigade 94, Daun
    - Heeresfliegerbrigade 3, Mendig
    - Luftmechanisierte Brigade 1, Fritzlar
    - 1. Panzerdivision / Wehrbereichskommando II, Hannover (im Kriegsfall I. Deutsch-Niederländischen Korps unterstellt)
      - Stab und Stabskompanie 1. Panzerdivision, Hannover
      - Heeresmusikkorps 1, Hannover
      - Panzeraufklärungslehrbataillon 3, Lüneburg
      - Führungsunterstützungsregiment 20, Hannover
      - Sanitätsregiment 1, Hildesheim
      - Logistikregiment 1, Delmenhorst
      - Artillerieregiment 1, Nienburg
      - Flugabwehrregiment 11, Achim
      - Pionierbrigade 20, Minden
      - Panzergrenadierbrigade 1, Hildesheim
      - Panzergrenadierbrigade 7, Hamburg
      - Panzerlehrbrigade 9, Munster
      - Panzergrenadierbrigade 2 (nicht aktiv), Hildesheim
      - Panzerbrigade 8 (nicht aktiv), Munster
      - Panzergrenadierbrigade 32 (nicht aktiv), Hamburg
      - Verteidigungsbezirkskommando 20, Bremen
      - Verteidigungsbezirkskommando 22, Hannover
      - Verteidigungsbezirkskommando 23, Braunschweig
      - Verteidigungsbezirkskommando 24, Oldenburg
      - Verteidigungsbezirkskommando 25, Lüneburg

    - 7. Panzerdivision / Wehrbereichskommando III, Düsseldorf (im Kriegsfall ARRC (Allied Command Europe Rapid Reaction Corps) unterstellt)
      - Stab und Stabskompanie 7. Panzerdivision, Düsseldorf
      - Heeresmusikkorps 7, Düsseldorf
      - Panzeraufklärungsbataillon 7, Augustdorf
      - Führungsunterstützungsregiment 30, Düsseldorf
      - Sanitätsregiment 7, Hamm
      - Logistikregiment 7, Unna
      - Artillerieregiment 7, Dülmen
      - Flugabwehrregiment 1, Wuppertal
      - Pionierbrigade 30, Hilden
      - Panzergrenadierbrigade 19, Ahlen
      - Panzerbrigade 21, Augustdorf
      - Verteidigungsbezirkskommando 31, Köln
      - Verteidigungsbezirkskommando 32, Düsseldorf
      - Verteidigungsbezirkskommando 33, Münster
      - Verteidigungsbezirkskommando 34, Arnsberg
      - Verteidigungsbezirkskommando 35, Detmold

    - 5. Panzerdivision / Wehrbereichskommando IV, Mainz (im Kriegsfall V. Amerikanisch-Deutsche Korps unterstellt)
      - Stab und Stabskompanie 5. Panzerdivision, Mainz
      - Heeresmusikkorps 2, Kassel
      - Panzeraufklärungsbataillon 5, Sontra
      - Führungsunterstützungsregiment 40, Mainz
      - Sanitätsregiment 5, Rennerod
      - Logistikregiment 5, Schwalmstadt
      - Artillerielehrregiment 5, Idar-Oberstein
      - Flugabwehrregiment 13, Hohenmölsen
      - Pionierbrigade 40, Lahnstein
      - Panzerbrigade 14, Neustadt
      - Panzerbrigade 34, Diez
      - Panzergrenadierbrigade 39, Erfurt
      - Panzergrenadierbrigade 5 (nicht aktiv), Neustadt
      - Verteidigungsbezirkskommando 41, Koblenz
      - Verteidigungsbezirkskommando 42, Trier
      - Verteidigungsbezirkskommando 43, Darmstadt
      - Verteidigungsbezirkskommando 44, Kassel
      - Verteidigungsbezirkskommando 45, Neustadt
      - Verteidigungsbezirkskommando 46, Saarlouis
      - Verteidigungsbezirkskommando 47, Gießen

    - 10. Panzerdivision / Wehrbereichskommando V, Sigmaringen (im Kriegsfall Eurokorps unterstellt)
      - Stab und Stabskompanie 10. Panzerdivision, Sigmaringen
      - Heeresmusikkorps 10, Sigmaringen
      - Heeresmusikkorps 12, Veitshöchheim
      - Panzeraufklärungsbataillon 12, Ebern
      - Führungsunterstützungsregiment 50, Sigmaringen
      - Sanitätsregiment 10, Horb
      - Logistikregiment 10, Veitshöchheim
      - Artillerieregiment 12, Tauberbischofsheim
      - Flugabwehrregiment 2, Fuldatal
      - Pionierbrigade 50, Bogen
      - Panzerbrigade 12, Amberg
      - Panzergrenadierbrigade 30, Ellwangen
      - Deutscher Anteil an Deutsch-Französischer Brigade
      - Verteidigungsbezirkskommando 51, Stuttgart
      - Verteidigungsbezirkskommando 52, Karlsruhe
      - Verteidigungsbezirkskommando 53, Freiburg
      - Verteidigungsbezirkskommando 54, Tübingen

    - 1. Gebirgsdivision / Wehrbereichskommando VI, München (im Kriegsfall 2. (Deutsch-Amerikanischen) Korps unterstellt)
      - Stab und Stabskompanie 1. Gebirgsdivision, München
      - Gebirgsmusikkorps 1, Garmisch-Partenkirchen
      - Gebirgspanzeraufklärungsbataillon 8, Freyung
      - Führungsunterstützungsregiment 60, München
      - Gebirgssanitätsregiment 8, Kempten
      - Gebirgslogistikregiment 8, Regensburg
      - Artillerieregiment 4, Cham
      - Gebirgsflugabwehrregiment 8, Kirchham
      - Pionierlehrbrigade 60, Ingolstadt
      - Gebirgsjägerbrigade 23, Bad Reichenhall
      - Panzerbrigade 36, Veitshöchheim
      - Verteidigungsbezirkskommando 61, Donauwörth
      - Verteidigungsbezirkskommando 62, Regensburg
      - Verteidigungsbezirkskommando 63, Marktbergel
      - Verteidigungsbezirkskommando 65, München
      - Verteidigungsbezirkskommando 66, Landshut
      - Verteidigungsbezirkskommando 67, Bayreuth

    - IV. Korps, Schwielowsee
      - Führungsunterstützungsbrigade 4, Berlin
      - 13. Panzergrenadierdivision / Wehrbereichskommando VII, Leipzig
        - Stab und Stabskompanie 13. Panzergrenadierdivision, Leipzig
        - Heeresmusikkorps 13, Erfurt
        - Panzeraufklärungsbataillon 13, Gotha
        - Führungsunterstützungsregiment 70, Leipzig
        - Sanitätsregiment 131, Halle
        - Logistikregiment 13, Weißenfels
        - Artillerieregiment 13, Mühlhausen
        - Flugabwehrregiment 14, Basepohl
        - Pionierbrigade 70, Gera
        - Jägerbrigade 37, Frankenberg/Sachsen
        - Panzergrenadierbrigade 38, Weißenfels
        - Panzerbrigade 42, Potsdam
        - Verteidigungsbezirkskommando 71, Erfurt
        - Verteidigungsbezirkskommando 72, Suhl
        - Verteidigungsbezirkskommando 73, Gera
        - Verteidigungsbezirkskommando 74, Leipzig
        - Verteidigungsbezirkskommando 75, Chemnitz
        - Verteidigungsbezirkskommando 76, Dresden
        - Verteidigungsbezirkskommando 81, Halle
        - Verteidigungsbezirkskommando 82, Magdeburg
        - Verteidigungsbezirkskommando 83, Cottbus
        - Verteidigungsbezirkskommando 84, Potsdam
        - Verteidigungsbezirkskommando 85, Frankfurt
        - Verteidigungsbezirkskommando 100, Berlin

    - 14. Panzergrenadierdivision, Neubrandenburg (im Kriegsfall LANDJUT unterstellt später Multinationale Korps Nord-Ost)
      - Stab und Stabskompanie 14. Panzergrenadierdivision, Neubrandenburg
      - Heeresmusikkorps 14, Neubrandenburg
      - Panzeraufklärungsbataillon 6, Eutin
      - Führungsunterstützungsregiment 80, Neubrandenburg
      - Sanitätsregiment 6, Breitenburg
      - Logistikregiment 14, Demen
      - Artillerieregiment 14, Karpin
      - Flugabwehrregiment 600, Rendsburg
      - Pionierbrigade 80, Storkow
      - Panzerbrigade 18, Boostedt
      - Panzerbrigade 40, Schwerin
      - Panzergrenadierbrigade 41, Torgelow

    - Wehrbereichskommando I, Kiel
      - Stab und Stabskompanie WBK I, Kiel
      - Führungsunterstützungsregiment 10, Kiel
      - Verteidigungsbezirkskommando 10, Hamburg
      - Verteidigungsbezirkskommando 11, Schleswig
      - Verteidigungsbezirkskommando 12, Eutin
      - Verteidigungsbezirkskommando 86, Schwerin
      - Verteidigungsbezirkskommando 87, Neubrandenburg

    - Kommando Luftbewegliche Kräfte / 4. Division, Regensburg
      - Stab und Stabskompanie KLK/4. Division, Regensburg
      - Fernmelderegiment 4, Regensburg
      - Luftlandebrigade 26, Saarlouis
      - Luftlandebrigade 31, Oldenburg
      - Kommando Spezialkräfte, Calw

    - Deutsche Anteile Multinationale Korps
      - dt. Anteil 1. Deutsch-Niederländisches Korps, Münster
        - Führungsunterstützungsbrigade Deutsch-Niederländisches Korps, Eibergen

      - dt. Anteil V. Amerikanisch-Deutsche Korps, Heidelberg
      - dt. Anteil LANDJUT, Rendsburg
      - dt. Anteil Eurokorps, Straßburg
      - dt. Anteil ARRC (Allied Command Europe Rapid Reaction Corps), Mönchengladbach
      - dt. Anteil 2. (Deutsch-Amerikanischen) Korps, Ulm
        - Führungsunterstützungsbrigade 2, Ulm

  - Heeresunterstützungskommando, Koblenz
    - Materialamt des Heeres, Bad Neuenahr-Ahrweiler
    - Zentrale Militärkraftfahrtstelle, Mönchengladbach
    - Logistikbrigade 1, Lingen
    - Logistikbrigade 2, Germersheim
    - Logistikbrigade 4, Strausberg
    - Sanitätsbrigade 1, Leer

  - Heeresamt, Köln
    - Schulen und Zentren des Heeres